# Schlossbrauerei Hirschau

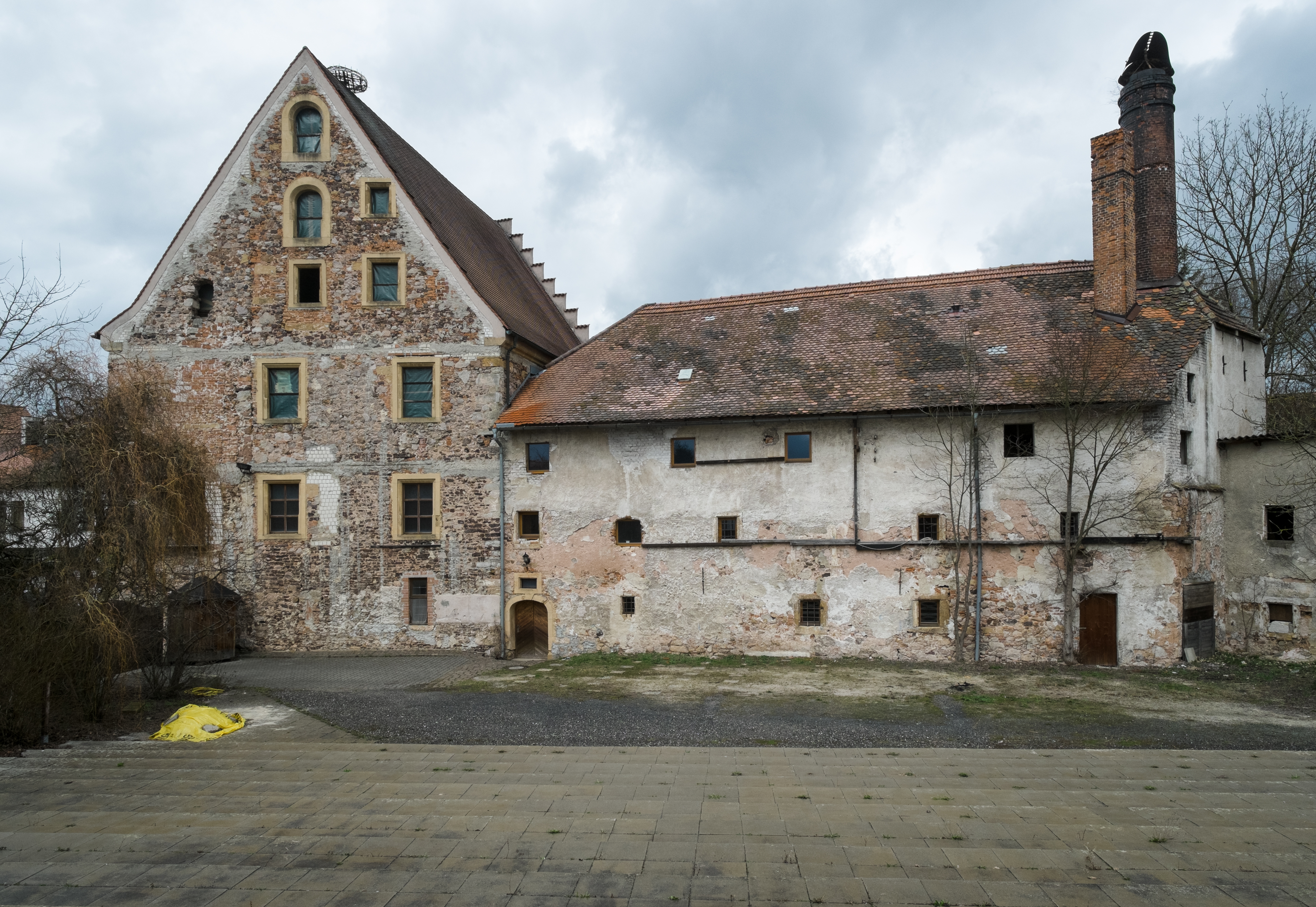
Alte Brauerei im Schloss

Die Schlossbrauerei Hirschau ist eine kleine Schlossbrauerei in Hirschau in der Oberpfalz.

## Geschichte
Die Schlossbrauerei Hirschau ist seit Gründung im Besitz der Familie Dorfner, die um 1700 aus Friaul einwanderte.
Mit der Übernahme des Anwesens von seinem Vater Georg Michael Dorfner im Jahr 1780 übernahm Andreas Dorfner das jedem Hausbesitzer von Hirschau zustehende Braurecht. Im Kommunbrauhaus durfte mit einer Neuregelung von 1749 für je 50 Gulden steuerbares Vermögen ein Viertel Bräu hergestellt werden. 1802 baute Andreas Dorfner vor der Stadt ein Kellerhaus. Vier Jahre später gehörte er zu den „am stärkesten Brauenden“ des Ortes.
Am 20. Dezember 1812 erwarben acht Hirschauer Bürger das Kommunbrauhaus von der Gemeinde und wandelten es in ein Gesellschaftsbrauhaus um. Andreas Dorfner erstand drei der zehn Anteile. Jeder Anteilseigner braute und vertrieb das Bier eigenständig.
Am 13. Dezember 1817 kaufte Andreas Dorfner das ehemalige Hirschauer Pflegschloss. 1819 ließ er im Schlossgarten eine Brauerei errichten, die seit dieser Zeit im Besitz der Familie Dorfner ist.
1825 übernahm Andreas Dorfners Sohn Florian die Brauerei. Er machte sich als Bürgermeister, Landtagsabgeordneter und Mitstifter des Hirschauer Krankenhauses einen Namen. Fünf Jahre nachdem er die Brauerei übernommen hatte, gab es in Hirschau heftige Stürme und Überschwemmungen. In der Folge wurden die Weiher um die Stadt und der Schlossweiher trockengelegt. Um für das Brauen des Biers genug Wasser zu haben, ließ er vom Walkweiher eine ein Kilometer lange Wasserleitung aus Deicheln anlegen. Die Deicheln wurden später durch Bleirohre ersetzt. Nachdem in der Brauerei 1914 ein erster und 1926 ein zweiter Brunnen gebohrt worden war, wurde die Wasserleitung 1920 außer Betrieb gesetzt.
1863 übernahm Florian Dorfners Neffe Johann Sebastian die Brauerei, auf ihn folgt 1874 dessen Sohn Josef Vitus Dorfner. Unter dessen Führung wurde im Rahmen einer Vergrößerung eine Mälzerei gebaut.
1914 übernahm Franz Karl Dorfner die Leitung der Brauerei. Nach dessen Tod im Jahr 1943 führte seine Frau Magdalena Dorfner die Geschäfte weiter.
Im Jahr 1955 übernahm Franz Dorfner die Brauerei.
1958 wurden die Füllerei und die Brennerei neu gebaut und im Jahr darauf Keller vergrößert. Im Jahr 1967 entschied sich Franz Dorfner, die Brauerei komplett neu zu bauen, sie wurde im Jahre 1969 fertiggestellt.
Zwischen 1980 und 1993 wurde unter der Leitung der Ehefrau des verstorbenen Franz Dorfner aus der anliegende Gaststätte ein Schlosshotel. 
Ab 1994 leitete dessen gleichnamiger Sohn Franz das Familienunternehmen. Unter dessen Führung wurde eine CIP-Anlage zur automatischen Reinigung von Tanks und Anlagen eingebaut, der Drucktank-Keller neu gebaut. 1997 erfolgte der Neubau des Vollgutlagers mit Garagen.
Im Jahr 2011 wurde die Flaschenabfüllung erneuert. Durch den neuen Füller können die Produkte fast sauerstofffrei abgefüllt werden. Dadurch ergibt sich eine deutlich gesteigerte Produktqualität.
Im Mai 2016 wurde das neue vollautomatische 20-hl-Sudhaus eingeweiht und in Betrieb genommen. Die neue kleinere und energieeffizientere Anlage erlaubt die Herstellung von kleineren Mengen spezieller Biersorten. Es können Einheiten von 1000 bis 2000 Litern je Sud eingebraut werden.
2018 wurde die Flaschenabfüllung mit einem vollautomatischen Leerflascheninspektor erweitert. Dieser untersucht alle gereinigten Flaschen auf Mündungsfehler, Verunreinigungen und Restflüssigkeiten.
Seit Januar 2022 führt der an der Hochschule für angewandte Wissenschaften Weihenstephan-Triesdorf studierte Brau- und Getränketechnologe Sebastian Dorfner die Familienbrauerei in der achten Generation.

## Biersorten
Die produzierten Biersorten sind nur ab Brauerei und in einigen ausgewählten regionalen Geschäften zu kaufen. Es werden folgende Biersorten gebraut:
- Hirschauer Hell
- Hirschauer Pils
- Hirschauer Kellerbier
- Hirschauer König Wenzel Dunkel
- Hirschauer Hefeweizen
- Hirschauer Kristallweizen
- Saisonbiere wie Festbier oder Weihnachtsbock[5]